# Prix HP Heineken de biochimie et de biophysique
Le prix HP Heineken de biochimie et de biophysique (néerlandais : HP Heinekenprijs voor biochemie en biofysica) est un prix  décerné depuis 1964, récompensant des travaux dans les domaines de la biochimie et la biophysique. À l'origine décerné tous les trois ans, le prix est, depuis 1988, accordé tous les deux ans.
À partir de 1984, les lauréats recevaient la somme de 200 000 florins, qui s'est élevée à 250 000 florins en 1994. En 2000, les lauréats reçurent 150 000 dollars US, montant qui a été porté à 200 000 $ en 2014. Huit des 23 récipiendaires ont reçu par la suite le prix Nobel de physiologie ou médecine ou le prix Nobel de chimie.
Depuis 2010, le prix Heineken pour les jeunes scientifiques d'une valeur de 10 000 euros est remis aux chercheurs débutants.

## Lauréats
- 1964 : Erwin Chargaff
- 1967 : Jean Brachet
- 1970 : Britton Chance
- 1973 : Christian de Duve (prix Nobel de physiologie ou médecine 1974)
- 1976 : Laurens van Deenen
- 1979 : Aaron Klug (prix Nobel de chimie 1982)
- 1982 : Charles Weissmann
- 1985 : Béla Julesz, : Werner Reichardt
- 1988 : Thomas R. Cech (prix Nobel de chimie 1989)
- 1990 : Philip Leder
- 1992 : Piet Borst
- 1994 : Michael Berridge
- 1996 : Paul Nurse (prix Nobel de physiologie ou médecine 2001)
- 1998 : Anthony Pawson
- 2000 : James Rothman (prix Nobel de physiologie ou médecine 2013)
- 2002 : Roger Tsien (prix Nobel de chimie 2008)
- 2004 : Andrew Z. Fire (prix Nobel de physiologie ou médecine 2006)
- 2006 : Alec John Jeffreys
- 2008 : Jack Szostak (prix Nobel de physiologie ou médecine 2009)
- 2010 : Franz-Ulrich Hartl
- 2012 : Titia de Lange
- 2014 : Christopher M. Dobson
- 2016 : Jennifer Doudna

## Source
- (pt) Cet article est partiellement ou en totalité issu de l’article de Wikipédia en portugais intitulé « Prêmio de Bioquímica e Biofísica A.H. Heineken » (voir la liste des auteurs).